# Opération Ben-Ami
 
L’Opération Ben-Ami (en hébreu : מבצע בן עמי) est une opération militaire de la guerre israélo-arabe de 1948.  Il s'agit de l’une des dernières opérations lancées par la Haganah avant la fin du mandat britannique en Palestine. La première phase de l’opération fut, en mai 1948, la capture d’Acre. Une semaine plus tard, plusieurs villages de la région furent capturés et détruits. 

## Le contexte
Après la capture de Jaffa et de Haïfa par les forces de la Haganah, les seules villes arabes importantes disposant d'un accès sur la mer Méditerranée et non encore conquises étaient  Gaza et Acre. La population d’Acre avait augmenté à cause de l’afflux des réfugiés de Haïfa, trois semaines plus tôt ;  au cours de la première semaine de mai, il y eut une vague de fièvre typhoïde à Acre.  

## L'opération

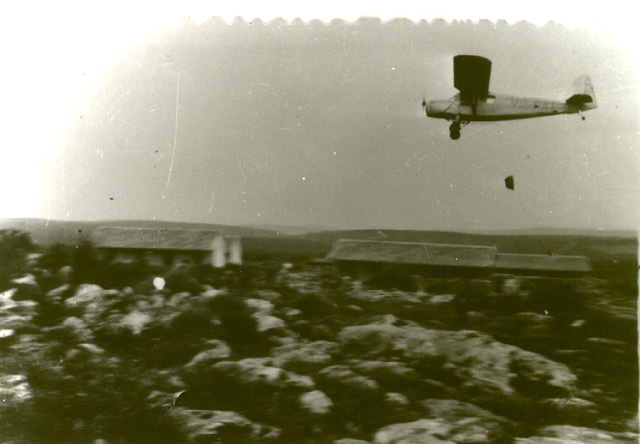
Largage de fournitures sur Yehiam, 1948.

L’opération Ben-Ami fut menée à bien par la brigade Carmeli, commandé par Moshe Carmel. Selon  l’historien israélien Benny Morris, « la brigade ne reçut pas de la part de l’état-major de la Haganah ou de son commandant l'ordre de chasser la population civile, mais il est probable que Moshe Carmel voulait que l’opération se termine par la conquête de la zone et par l’évacuation des Arabes, ». 
La zone concernée faisait partie du territoire alloué à l’état arabe prévu par le plan de partition des Nations Unies pour la Palestine en 1947, plan qui avait été rejeté par les dirigeants arabes et leurs gouvernements, apparemment peu enclins à accepter une forme quelconque de division territoriale. Le plan en revanche était accepté par le Yichouv, excepté à ses marges,.
L’opération fut lancée le 13 mai 1948 avec la capture des villages à l’est d’Acre, coupant la ville de l’intérieur des terres. Dans la nuit du 16 au 17 mai, un tir de mortier cibla la ville et cellec-i se rendit la nuit suivante.
La deuxième phase commença le 20 mai. L’ordre d’opérations de Moshe Carmel en date du 19 mai dit : « Attaquer pour conquérir, tuer les hommes, détruire et brûler les villages, ». Un des villages capturés, al-Kabri, fut distingué par un traitement particulièrement dur à cause de l’implication de ses habitants dans la destruction d’un convoi deux mois plus tôt.  
La brigade Carmeli fut impliquée dans une autre opération dans la région le 11 juin, lorsque ses soldats capturèrent le  village de al-Birwa. Dix jours plus tard, un groupe d’environ 200 villageois reprirent ce village et y restèrent deux jours, jusqu’à ce qu'ils se retirent sur les conseils de l’armée de libération arabe ;  le village fut repris par l’armée de défense d'Israël tout nouvellement établie.

## Les suites
De 5 000 à 6 000 Palestiniens environ restèrent à Acre après sa conquête — plus que ceux restés à Haïfa ou à Jaffa ; les habitants qui demeurèrent dans les villages, principalement des personnes âgées ou des chrétiens, furent rassemblés à Mazra’a. La majeure partie de la population s’enfuit soit vers le Liban, soit vers l’intérieur, à Nazareth. La plupart des bâtiments dans les villages furent systématiquement détruits aux explosifs.

## Communautés arabes capturées pendant l’opérationBen-Ami
| Nom           | Date         | Forces de défense     | Brigade                 | Population |
| ------------- | ------------ | --------------------- | ----------------------- | ---------- |
| al-Zib        | 13 mai 1948  | milice (35–40 hommes) | Brigade Carmeli         | 1910       |
| al-Bassa      | 14 mai 1948  | milice                | Haganah par mer         | 2950       |
| al-Manshiyya  | 14 mai 1948  | milice                | Brigade Carmeli         | 810        |
| al-Sumayriyya | 14 mai 1948  | milice (35 hommes)    | Brigade Carmeli par mer | 760        |
| al-Tall       | 20 mai 1948  | n/a                   | n/a                     | 300        |
| Umm al-Faraj  | 20 mai 1948  | n/a                   | Brigade Carmeli         | 800        |
| al-Kabri      | 20 mai 1948  | n/a                   | Brigade Carmeli         | 5360       |
| al-Ghabisiyya | 20 mai 1948  | milice (20 hommes)    | Brigade Carmeli         | 1240       |
| al-Nahr       | 21 mai 1948  | n/a                   | Brigade Carmeli         | 610        |
| al-Birwa      | 11 juin 1948 | villageois            | Brigade Carmeli         | 1460       |